# 日本三大奇襲
日本三大奇襲（にほんさんだいきしゅう）とは、戦国時代の特に有名あるいは特異奇抜な以下の3つの合戦を指す。日本三大夜戦とも称されてきたが、必ずしも夜戦に該当しないものも含まれる。「日本三大夜戦」は元来、江戸時代の歴史家・頼山陽が文政12年（1829年）に刊行した歴史書『日本外史』で日本の歴史上、特筆すべき三つの戦いを選んで命名したもので、以来、以下の3つの戦いを言うようになった。それぞれ少数対多数の戦であったり、奇抜な作戦などによったりと類を見ないものである。また敗北した側がその後、著しく弱体化または滅亡した。
- 河越城の戦い（河越夜戦。天文15年4月20日（1546年5月19日））
  - 北条氏康 対 上杉憲政、上杉朝定、古河公方など
  - 結果：北条氏康の勝利、上杉朝定の討死、古河公方の北条家への降伏・周辺大名の弱体化
- 厳島の戦い（天文24年10月1日（1555年10月16日））
  - 毛利元就 対 陶晴賢
  - 結果：毛利元就の勝利、陶晴賢の討死・大内氏の弱体化
- 桶狭間の戦い（永禄3年5月19日（1560年6月5日））
  - 織田信長 対 今川義元
  - 結果：織田信長の勝利、今川義元の討死・今川氏の弱体化

詳細はそれぞれのページ参照。
なお厳島の戦いの舞台となった宮島の観光協会では、厳島の戦いの代わりにおなじ瀬戸内が戦場となった鵯越の戦い（一ノ谷の戦い。寿永3年/治承8年2月7日（1184年3月20日））を三大奇襲に挙げている。